# (73460) 2002 NM50
(73460) 2002 NM50 – planetoida z pasa głównego asteroid okrążająca Słońce w ciągu 5,48 lat w średniej odległości 3,11 j.a. Odkryta 14 lipca 2002 roku.